# Гмелинский район
Гмелинский район — административно-территориальная единица в составе Сталинградской области, существовавшая в 1941—1950 годах. Центр — посёлок Гмелинка.
Гмелинский район был образован в составе Сталинградского края 7 сентября 1941 года на территории бывшего Гмелинского кантона АССР немцев Поволжья.
В состав района вошли сельсоветы: Блюменфельдский, Гмелинский, Кановский, Моргентауский, Нижне-Водянский, Триппельсдорфский, Харьковский, Мясосовхоз № 98, Мясосовхоз № 99.
4 апреля 1942 года Блюменфельдский с/с был переименован в Цветочный, Моргентауский — в Суетиновский, Триппельсдорфский — в Верхне-Водяновский.
27 июля 1950 года Гмелинский район был упразднён, а его территория передана в Старополтавский район.